# Fallout (serie)
Fallout es una serie de videojuegos de rol publicados originalmente por Interplay, posteriormente por Bethesda Softworks y actualmente por Xbox Game Studios. Aunque las tramas de los videojuegos se desarrollan en los siglos XXII y XXIII, prevalece una gran influencia de la cultura de posguerra desarrollada en los años 1950 en Estados Unidos, así como la combinación de esperanza y progreso tecnológico, junto con el miedo a la aniquilación nuclear y los efectos de una tercera guerra mundial a finales del siglo XXI y posterior. Esta saga se suele considerar como la secuela no oficial del videojuego Wasteland, aunque no tomó ese nombre debido a que Electronic Arts poseía los derechos sobre él y, aunque con referencias comunes, los videojuegos se desarrollan en universos diferentes.
Los dos primeros títulos de la serie (Fallout y Fallout 2) fueron desarrollados por Black Isle Studios, y publicados por Interplay Enterteinment, teniendo este los derechos de la franquicia, mientras que Fallout Tactics fue desarrollado en 2001 por Micro Forté y 14 Degrees East.
Las dos primeras entregas se tratan de un videojuego de rol táctico basado en combates por turnos. En 2004, Interplay cerró los Black Isle Studios y continuó produciendo un videojuego de acción con elementos RPG para PlayStation 2 y Xbox, Fallout: Brotherhood of Steel, sin Black Isle Studios.
En 2004, Bethesda Softworks adquiere una licencia para desarrollar la quinta entrega de la saga, Fallout 3. Posteriormente, en 2007, Bethesda decide optar por adquirir los derechos totales de la saga de Interplay y, finalmente, en 2008 se publica el juego. Todd Howard, máximo responsable de Fallout en Bethesda, añadió en una entrevista con GameSpy que Fallout Tactics y Fallout: Brotherhood of Steel no son parte del canon oficial.
En 2010, Fallout: New Vegas fue desarrollado por Obsidian Entertainment y publicado por Bethesda, con muchos antiguos empleados de Black Isle que trabajaron en el desarrollo de Fallout y Fallout 2. En 2015, Bethesda Softworks presentó Fallout 4. En junio de 2018 se anunció la nueva entrega, Fallout 76, para noviembre de ese mismo año, de nuevo a cargo de Bethesda Softworks, siendo la primera entrega orientada a la experiencia multijugador.
Los protagonistas de la historia van variando en los distintos títulos. En cada entrega el jugador toma el papel de un personaje (personalizable) distinto al de los videojuegos anteriores, con una historia de trasfondo totalmente nueva.

## Videojuegos de la serie
| Año            | Título                        | Desarrollador          | Plataformas         | Plataformas           | Plataformas                    | Plataformas    | Canon oficial  |
| Año            | Título                        | Desarrollador          | Sistemas operativos | Sistemas operativos   | Consolas                       | Móvil          | Canon oficial  |
| Saga principal | Saga principal                | Saga principal         | Saga principal      | Saga principal        | Saga principal                 | Saga principal | Saga principal |
| -------------- | ----------------------------- | ---------------------- | ------------------- | --------------------- | ------------------------------ | -------------- | -------------- |
| 1997           | Fallout                       | Interplay              | Windows, MS-DOS     | Mac OS Classic, macOS |                                |                | Sí             |
| 1998           | Fallout 2                     | Black Isle             | Windows             | Mac OS Classic, macOS |                                |                | Sí             |
| 2008           | Fallout 3                     | Bethesda               | Windows             |                       | PS3, Xbox 360                  |                | Sí             |
| 2015           | Fallout 4                     | Bethesda               | Windows             |                       | PS4, Xbox One, PS5, Xbox X/S   |                | Sí             |
| Spin-offs      |                               |                        |                     |                       |                                |                |                |
| 2001           | Fallout Tactics               | Micro Forté            | Windows             | Windows               |                                |                | No             |
| 2004           | Fallout: Brotherhood of Steel | Interplay              |                     |                       | PS2, Xbox                      |                | No             |
| 2010           | Fallout: New Vegas            | Obsidian Entertainment | Windows             | Windows               | PS3, Xbox 360                  |                | Sí             |
| 2015           | Fallout Shelter               | Bethesda               | Windows             | Windows               | PS4, Xbox One, Nintendo Switch | iOS, Android   | No             |
| 2016           | Fallout Pinball               | Zen Studios            |                     |                       |                                | iOS, Android   | No             |
| 2018           | Fallout 76                    | Bethesda               | Windows             | Windows               | PS4, Xbox One                  |                | Sí             |
| 2019           | Fallout Shelter Online        | Gaea Mobile            |                     |                       |                                | iOS, Android   | No             |

### Línea de tiempo de cada entrega en orden cronológico
1. Fallout 76 (2102)
2. Fallout (2161)
3. Fallout 2 (2241)
4. Fallout 3 (2277)
5. Fallout New Vegas (2281)
6. Fallout 4 (2287)

## Trama

Bandera de Estados Unidos en el mundo previo al apocalipsis nuclear de Fallout. Sus trece estrellas representan a las 13 Commonwealths de las que se compone el país.

La serie se ambienta en unos Estados Unidos alternativos en un universo que diverge del nuestro después de 1945, al terminar la Segunda Guerra Mundial. En esta "edad de oro" alternativa con tintes atompunk, los tubos de vacío y la física atómica sirven como piedra angular del progreso científico, mientras que los transistores no son tan científicamente importantes en este mundo. Como tal, se consolida un extraño statu quo socio-tecnológico, en el que pueden verse robots avanzados, vehículos propulsados por energía nuclear, armas de energía junto a televisores y ordenadores propios de la década de 1950. Los EE. UU. se dividieron en 13 comunidades (Commonwealths) y tanto la estética como la paranoia de la Guerra Fría propia de los años 1950 dominan el estilo de vida de los estadounidenses hasta bien entrado el siglo XXI.
Más de cien años antes del comienzo de la serie, una crisis energética golpeó fuertemente al mundo, causada por la escasez del petróleo a nivel mundial. Esto llevó a un conflicto conocido como la Guerra de los Recursos, que estalló en abril del año 2052. Esta serie de eventos incluyó una guerra entre la Comunidad Europea y varios países de Oriente Medio, la disolución de la ONU, la invasión estadounidense de México y la posterior anexión de Canadá, y una invasión y posterior ocupación militar de China en Alaska, que se vio acompañada de una epidemia soltada por espías chinos en territorio estadounidense conocida como "Nueva Plaga". Mientras la situación global empeoraba, el gobierno estadounidense se fue volviendo más nacionalista y autoritario, llegando hasta el punto de enviar a los disidentes a campos de reeducación o realizando experimentos humanos con ellos. Las tensiones entre los EE. UU. y China terminarían culminando en la conocida como la "Gran Guerra", que estalló en la mañana del 23 de octubre del año 2077, horario de la Costa Este norteamericana, con un intercambio de bombas nucleares de dos horas de duración entre chinos y estadounidenses. Esta breve pero destructiva guerra sentaría las bases del mundo posapocalíptico en el que se desarrolla la serie.

### Refugios

Logo de la compañía Vault-Tec, responsable de construir los refugios.

Habiendo previsto el desenlace al que se llegaría antes de tiempo, el gobierno estadounidense comenzó un proyecto a escala nacional en 2054 para construir búnkeres subterráneos conocidos como "refugios" u "bóvedas" (vaults en inglés). Los refugios fueron diseñados ampliamente por la empresa Vault-Tec como refugios públicos, cada uno de los cuales podía alojar hasta 1.000 personas. Se hubiesen necesitado aproximadamente 400.000 refugios para alojar a toda la población norteamericana, pero solo se encargó la comisión y construcción de 122 refugios. Cada refugio estaba diseñado para ser autosuficiente, por lo que en teoría pueden proveer sustento a sus habitantes de forma indefinida. Sin embargo, el proyecto de los refugios no fue concebido como un método viable de repoblar los EE. UU. tras los letales eventos de la guerra atómica. En su lugar, la mayoría de los refugios eran experimentos sociales secretos y carentes de ética, diseñados para determinar los efectos de diferentes condiciones ambientales y psicológicas en sus moradores. Los experimentos eran muy variados e incluían: un refugio lleno de clones de un individuo; un refugio donde sus residentes eran criogenizados en animación suspendida; un refugio donde sus residentes eran expuestos a drogas psicoactivas; un refugio donde un residente, elegido por voto popular, es sacrificado cada año; un refugio con un solo residente y una caja de marionetas; un refugio donde sus habitantes eran segregados en dos facciones hostiles; dos refugios con cantidades desproporcionadas de hombres y mujeres; un refugio donde los moradores eran expuestos al mutágeno conocido como "Virus de Evolución Forzada" (VEF); y un refugio donde la puerta nunca se cerró adecuadamente, exponiendo a los moradores a la peligrosa lluvia radiactiva. Además, se construyeron 17 refugios de control cuya función era tener una prueba sin alteraciones al resto de refugios, por lo que no tenían ningún experimento asignado y sus residentes pudieron llevar vidas relativamente normales con pocas excepciones.

### Condiciones de posguerra

Bandera nacional de la República de Nueva California o RNC.

Símbolo característico del Enclave. En ocasiones lo colocan sobre la bandera estadounidense de 14 estrellas, vista más arriba.

En los años posteriores a la Gran Guerra de 2077, los Estados Unidos y el resto del mundo, se desarrollaron en un ambiente posapocalíptico comúnmente conocido como "El Yermo", un desolado baldío. La Gran Guerra y el consiguiente Apocalipsis despoblaron severamente el país. Además, prácticamente toda la comida y el agua estaban irradiados, y la mayoría de formas de vida habían mutado debido a la alta radiación, combinada con mutágenos de diversos orígenes. Pese a la devastación a gran escala, algunas áreas tuvieron la suficiente suerte como para sobrevivir al apocalipsis nuclear de forma relativamente indemne, poseyendo incluso agua no irradiada, flora y fauna. Sin embargo, estas zonas eran increíblemente raras. Con una gran porción de la infraestructura del país en ruinas, los recursos más básicos eran escasos. El trueque era un método común de intercambio de bienes, con las chapas de botella funcionando como moneda de curso convencional. La mayoría de pueblos y ciudades quedaron vacíos, habiendo sido saqueados o desertado la población a localidades más pequeñas y fáciles de defender y mantener, dispersas alrededor del Yermo.
Muchos humanos que no pudieron acceder a los refugios durante la Gran Guerra sobrevivieron a las explosiones atómicas, pero muchos de ellos, afectados por la radiación, se convirtieron en los conocidos como "necrófagos" o "ghouls". Mientras que su esperanza de vida se vio enormemente extendida, sus cuerpos desarrollaron una necrosis generalizada o "podredumbre"; muchos perdieron el pelo, sus voces pasaron a tener un tono raspado y sus características físicas quedaron permanentemente deformadas. Los necrófagos suelen sentir resentimiento hacia los humanos no mutados, ya sea por celos o en respuesta a la discriminación que sufren. A los necrófagos tampoco les gusta que les insulten llamándoles "zombis", especialmente si es para compararlos con los necrófagos salvajes, una variante de necrófago carente de razonamiento y de gran agresividad.
Más tarde se formaron varias facciones humanas en el Yermo, con tres de las más prominentes siendo la Hermandad del Acero, la República de Nueva California (RNC) y el Enclave.
La Hermandad nació cuando un grupo de soldados estadounidenses liderados por el capitán Roger Maxson empezó un motín tras descubrir los experimentos con el VEF realizados por un grupo de científicos. Declarándose en rebeldía y desertando del Ejército de EE. UU., su rebelión nunca llegó a más debido al estallido de la Gran Guerra. Los desertores, a salvo en los confines subterráneos de la base militar, sobrevivieron y salieron a la superficie a reconectar con otros supervivientes, para después dirigirse al Búnker de Lost Hills.
Por su parte, la RNC fue formada por un grupo de moradores del Refugio 15 que, tras salir a la superficie, fundaron el asentamiento de Shady Sands o Arenas Sombrías. Estando bajo el liderazgo de su anciano Aradesh y su hija Tandi, Shady Sands se convirtió en una potencia económica del Suroeste. Finalmente se unió con otros asentamientos de la zona para fundar la República de Nueva California.
El Enclave era una sociedad secreta de industriales ricos, miembros del Ejército y políticos influyentes que operaban en las sombras y ostentaban un gran nivel de control sobre el gobierno estadounidense. Esta enigmática alianza de intereses privados finalmente subvirtió al gobierno y desarrolló el protocolo de continuidad de gobierno para asegurar su supervivencia como "los auténticos Estados Unidos", reclamando el territorio continental norteamericano.

### Influencias
La saga Fallout satiriza las fantasías de las décadas de 1950 y 1960 ambientadas en la "supervivencia post-guerra nuclear", aunque bebe de las revistas pulp de ciencia ficción y los cómics de superhéroes, todo ello basado en el optimismo de la Era Atómica respecto a un futuro nuclear, pese a que todo ello acaba saliendo terriblemente mal y da lugar a los eventos de los juegos. La tecnología es retrofuturista, con máquinas tipo "pistola de rayos láser" y robots cuadriculados al estilo de "Planeta Prohibido". Los ordenadores utilizan tubos de vacío en lugar de transistores (de los cuales solo unos pocos existen), la arquitectura de los edificios en ruinas contiene elementos Art Deco, Streamline Moderne y Googie, las armas de energía recuerdan a las utilizadas en Flash Gordon, y los pocos vehículos que hay en el mundo tienen apariencia de la década de 1950.
Una influencia destacada de Fallout fue la película A Boy and His Dog, donde el protagonista Vic y su perro Blood van buscando chatarra por el desierto en el Suroeste de los Estados Unidos, robando para vivir y esquivando a bandas de merodeadores, androides enloquecidos y mutantes. Otra influencia cinematográfica fueron las películas de Mad Max, con su descripción de un yermo posapocalíptico. En el primer juego de la saga, una de las primeras armaduras disponibles es una chaqueta de cuero con una sola manga que recuerda a la vista en Mad Max 2.

## Otros productos

### Juego de rol de mesa
Fallout RPG es un juego de rol de mesa lanzado por Modiphius Entertainment en 2021. Emplea el sistema de rol 2d20 y está principalmente basado en el universo de Fallout 4.